# Igralna karta
Igralna karta je običajno pravokotni kos tršega papirja ali plastike, ki se uporablja v igrah s kartami. Sprednja stran, podoba ali slika, predstavlja različne igralne figure ali številke, zadnja stran pa je pri celem kompletu enaka. Število kart v kompletu je različno, odvisno je od vrste kart. Karte se pogosto uporabljajo tudi za "magične" rokohitrske trike.

## Zgodovina kart
Zgodovina kart verjetno sega na Kitajsko v čas po izumu papirja. V Evropi so se karte pojavile v 13. stoletju. Prve karte so bile ročno izdelane, šele v 15. stoletju se pojavijo tiskane karte. V tem času so se uveljavile tudi podobe na običajnem kompletu kart: kralj, kraljica, konjenik, fant ter štiri barve kart: srce, karo, pik in križ. Kralj je bil sprva najmočnejša figura, v 17. stoletju (morda pod vplivom francoske revolucije) pa je postal as močnejši. Ker je oznaka viteza ("Knave") s kratico "Kn" preveč podobna kralju (King) "K" so zamenjali oznako v "J" (Jack). V 19. stoletju so karte naredili simetrične, tako da jih je bilo mogoče obrniti na glavo in še vedno prepoznati.
Karta joker je ameriški izum, v Evropi se je razširila s pokrom (čeprav je pri pokru skorajda ne potrebujemo). Podoba jokerja je običajno podoba okrašenega norčka.

## Današnji kompleti kart

### Francoski komplet (angloameriški komplet)
Francoske karte so danes v svetu najbrž najbolj razširjene. Delijo se na naslednje štiri simbole:
| Slovensko ime | Križ   | Pik   | Srce | Karo    |
| ------------- | ------ | ----- | ---- | ------- |
| Francosko ime | Trèfle | Pique | Cœur | Carreau |
| Podoba        | ♣      | ♠     | ♥    | ♦       |

Popolni (ali veliki) francoski komplet vsebuje po trinajst kart v vsaki barvi: A (as, 1), 2, 3, 4, 5, 6, 7, 8, 9, 10, J (fant, poba), Q (dama, kraljica), K (kralj). To da skupno 52 kart. Kompletu je po navadi dodanih tudi nekaj jokerjev (dva do štirje). Tak komplet se veliko uporablja v angleško govorečih deželah zlasti za whist, bridž (bridge) in za poker. Francoski veliki komplet se v angleško govorečih deželah imenuje tudi angloameriški komplet. Običajna velikost kart za poker (in mnogo drugih iger) je približno 63mm × 89mm.

Mali francoski komplet vsebuje po osem kart v vsaki barvi: 7, 8, 9, 10, J (fant, poba), Q (dama, kraljica), K (kralj), A (as, 1). To da skupno 32 kart. Pri nas so včasih s takm kompletom igrali preferans, zdaj pa ta igra ni več zelo razširjena.

### Nemški komplet
Nemške karte se delijo na naslednje štiri barve oziroma simbole:
| Slovensko ime | Želod  | List | Srce | Kraguljček |
| ------------- | ------ | ---- | ---- | ---------- |
| Nemško ime    | Eichel | Laub | Herz | Schellen   |
| Ustreza barvi | Križ   | Pik  | Srce | Karo       |
| Podoba        |        |      |      |            |

Barva list predstavlja list trte in se imenije tudi kar trta. Barvo kraguljček ponekod (zmotno) imenujejo buča.
Obstaja več različno velikih kompletov v nemških barvah. Za igro skat uporabljajo Nemci komplet s 32 kartami. 
Karte v nemških barvah so razširjene tudi na Madžarskem, Slovaškem, Hrvaškem, v delu Češke in v vzhodnem delu Slovenije. V Sloveniji se s takimi kartami najpogosteje igra šnops in tavžentarja - komplet z 20 kartami: A, 10, K, Q, J.
V nemškem kompletu običajno ni dame - nadomešča jo moški lik, ki pa se v Sloveniji kljub temu imenuje dama (po domače baba).

### Švicarski komplet
Švicarske karte so lokalna varianta nemških kart. Delijo se na naslednje štiri barve: želodi (Eichel), ščiti (Schilten), rože (Rosen) in kraguljčki (Schellen).
V Švici zelo priljubljeno igro jass igrajo s 36 kartami (6, 7, 8, 9, 10, J, Q, K, A). Pri švicarskih kartah imajo desetke po navadi posebno slikovno podobo, zaradi česar se imenujejo zastave.

### Italijanski komplet
Italijanski komplet pozna naslednje štiri barve igralnih kart:
| Slovensko ime   | Kiji    | Sablje | Žara  | Denarji |
| --------------- | ------- | ------ | ----- | ------- |
| Italijansko ime | Bastoni | Spade  | Coppe | Danari  |
| Ustreza barvi   | Križ    | Pik    | Srce  | Karo    |
| Podoba          |         |        |       |         |

Italijanske karte imajo v vsaki pokrajini nekoliko drugačno likovno izvedbo - simboli na kartah so pogosto močno stilizirani. Podobno kot nemške tudi italijanske karte ne poznajo dame - nadomešča jo konjenik ali kaval. Skoraj enake karte uporabljajo tudi v Španiji in še v nekaterih drugih sredozemskih deželah.
V severni Italiji, v Dalmaciji in v zahodnem delu Slovenije se s takimi kartami igra briškolo in trešet - v kompletu je 40 kart.

### Drugi kompleti kart
Opisani kompleti so uporabni za veliko število različnih iger, pri katerih morda ne uporabimo vseh kart ali pa celo uporabim dva kompleta (remi, kanasta). Nekatere igre pa imajo povsem svoje igralne karte: tarok, Enka, črni Peter, Pokémon ...

#### Tarok karte
Tarok karte so večje od poker kart. Pri rdečih barvah lestvico sestavljajo as, dva, tri, štiri, fant, kaval, kraljica, kralj, pri črnih barvah pa sedem osem devet deset in fant, kaval, kraljica, kralj. Poleg barv komplet kart vsebuje še 21 kart označenih z rimskimi številkami od ena do enaindvajset ter škisa, ki se obravnava kot najmočnejša karta (na njem je narisan neke vrste joker). Pri tarokih - kot se tudi imenujejo karte s številkami - imata samo dve karti posebno ime: I (palčka, pagat) ter XXI (mond).

## Simboli kart v Unicode
Unicode določa osem znakov: od U+2660 do U+2667:

♠ ♡ ♢ ♣ ♤ ♥ ♦ ♧